# Miramar, Nicaragua
Miramar är en populär badort och en comarca med 451 invånare (2005) i kommunen Nagarote i västra Nicaragua. Den ligger vid Stillahavskusten tre kilometer söder om Puerto Sandino.

## Aktiviteter
Det finns utmärkta bad- och surfingmöjligheter längs den fyra kilometer långa havsstranden som sträcker sig ner till El Valero.